# افق خاک

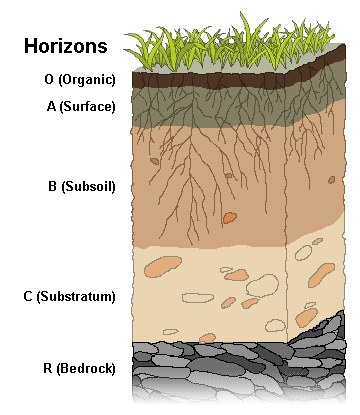
دانشمندان علوم خاک از حروف بزرگ O ،C ،B ،A و E برای نمایش افق‌های اصلی خاک و حروف کوچک برای تمایز این افق‌ها استفاده می‌کنند. بیشتر خاک‌ها سه افق اصلی دارند: افق سطحی (A)، خاک زیرین (B) و لایه زیرین پایه (C). برخی خاک‌ها دارای یک افق ارگانیک (O) در سطح هستند اما این لایه ممکن است در زیر سطح مدفون باشد. افق اصلی E برای اشاره به افق‌های زیرسطحی که دارای عدم وجود مشخص کانی‌ها و مواد معدنی هستند، به کار می‌رود. بستر سخت سنگی که خاک محسوب نمی‌شود را با حرف R نشان می‌دهند.

افق خاک لایه‌ای موازی سطح خاک است که ویژگی‌های فیزیکی، شیمیایی و زیستی آن با لایه‌های بالاتر و پایین‌تر متفاوت است. افق‌های خاک در بسیاری موارد با ویژگی‌های مشخص فیزیکی به ویژه رنگ و بافت خاک تعریف می‌شود. این ویژگی‌ها ممکن است هم به صورت مطلق (مانند پراکندگی اندازه ذرات در بافت خاک) یا به صورت نسبی در مقایسه با مواد پیرامون (مانند درشت‌تر، ماسه‌ای‌تر) نسبت به افق‌های بالایی و زیرین بیان شود.
افق‌های خاک در بیشتر سامانه‌های طبقه‌بندی خاک برای تعیین نوع خاک به‌کار میٰروند.
افق خاک حاصل فرایند تشکیل خاک (خاک‌زایی) است. لایه‌هایی که تحت تأثیر این فرایند نبوده‌اند را به سادگی «لایه» می‌نامند.

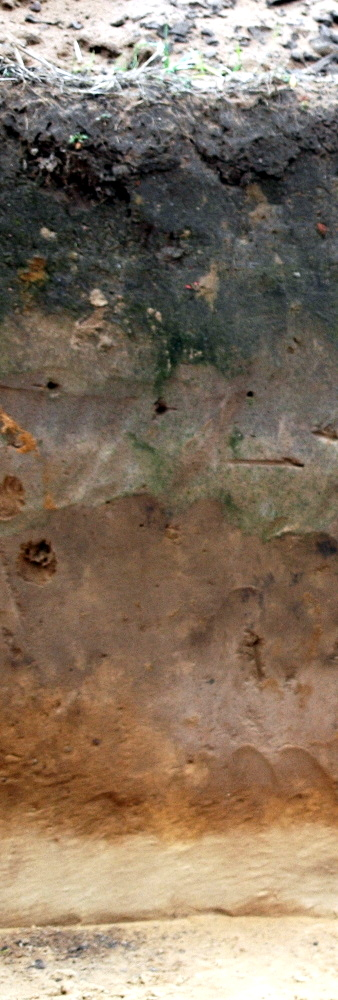
برش مقطع یک خاک که نشان‌دهنده افق‌های آن است.